# غواصة فئة أوه 21
غواصة من فئة أوه 21 ;كانت فئة من سبع غواصات بني لسلاح البحرية الملكية الهولندية. كانت السفن لا تزال غير مكتملة في بداية الغزو الألماني لهولندا  أوه  21، أوه  22، أوه 23 و أوه  24 تم إطلاقها على عجل وهربت إلى المملكة المتحدة. لكن لم تستطع الغواصات أوه 25 و 26 و أوه 27 الفرار وتم القبض عليهم من قبل القوات الألمانية. أمر كريغسمارينه باستكمال السفن ودخلوا الخدمة في البحرية الألمانية مثل يو دي-3 و يو دي-4 ويو دي-5. وكان عمق الغوص لهذه الغواصات 100 متر (330 قدم). 

## أعمال بناء
| اسم                       | المنصوص عليها  | أطلقت          | مفوض                                            | خرجت من الخدمة                    |
| ------------------------- | -------------- | -------------- | ----------------------------------------------- | --------------------------------- |
| أوه 21                    | 20 نوفمبر 1937 | 21 أكتوبر 1939 | 10 مايو 1940 (غير مكتمل)                        | 2 نوفمبر 1957                     |
| أوه 22                    | 20 نوفمبر 1937 | 20 يناير 1940  | 10 مايو 1940 (غير مكتمل)                        | 8 نوفمبر 1940                     |
| أوه 23                    | 12 أكتوبر 1937 | 5 ديسمبر 1939  | 13 مايو 1940 (غير مكتمل)                        | 1 ديسمبر 1948                     |
| أوه 24                    | 12 نوفمبر 1937 | 18 مارس 1940   | 13 مايو 1940 (غير مكتمل)                        | 22 فبراير 1954                    |
| أوه 25 بتكليف من: يو دي-3 | 10 أبريل 1939  | 1 مايو 1940    | 8 يونيو 1941                                    | 13 أكتوبر 1944 3 مايو 1945 (خربش) |
| O 26 بتكليف من: يو دي-3-4 | 20 أبريل 1939  | 23 نوفمبر 1940 | 28 يناير 1941                                   | 3 مايو 1945 (خربش)                |
| O 27 بتكليف من: يو دي-5   | 3 أغسطس 1939   | 1941           | 30 يناير 1942 13 يوليو 1945 (البحرية الهولندية) | 14 نوفمبر 1959                    |